# メリークリスマスが言えない
「メリークリスマスが言えない」（メリークリスマスがいえない）は、稲垣潤一の楽曲。初回は1990年11月1日、20枚目のシングルとしてリリースされた。本項ではその後に行なわれた再発売も併せて記述する。

## 解説
- 三貴「ブティックJOY」のCMソングに使用されてヒットした。
- 稲垣の最大のヒット曲（唯一のミリオン達成）「クリスマスキャロルの頃には」とのカップリングでも1993年にシングルが発売。

## 内容

### 初回
1990年11月1日にリリース。
1. メリークリスマスが言えない
2. Get Back To Myself (single mix)

### 第2回
1991年11月1日にリリース。
初回より1年後、ジャケット・デザインを改訂、オリジナル・カラオケを追加収録。品番変更されて再リリース。
1. メリークリスマスが言えない
2. メリークリスマスが言えない（オリジナル・カラオケ）
3. Get Back To Myself

### 第3回
「クリスマスキャロルの頃には」（1993年発売版）との両A面曲扱い。薄型のマキシシングル仕様となっている。
1. クリスマスキャロルの頃には
2. メリークリスマスが言えない

### 第4回
本作のRemix Versionと「永遠より長いキス」の両A面扱いとなる。32枚目のシングルとして1994年11月16日にリリース。
1. メリークリスマスが言えない (Remix Version)
  - 作詞：秋元康、作曲：松本俊明、編曲：萩田光雄
2. 永遠より長いキス
  - 作詞：秋元康、作曲：MAYUMI、編曲：塩入俊哉・稲垣潤一
3. メリークリスマスが言えない（オリジナル・カラオケ）
4. 永遠より長いキス（オリジナル・カラオケ）

※以上、8cmシングルで発売

### 第5回
「クリスマスキャロルの頃には」「P.S.抱きしめたい」をカップリングにしたマキシシングル仕様で2000年11月21日にリリース。
1. メリークリスマスが言えない
2. クリスマスキャロルの頃には
3. P.S.抱きしめたい
4. メリークリスマスが言えない（Instrumental）
5. クリスマスキャロルの頃には（Instrumental）
6. P.S.抱きしめたい（Instrumental）